# Степне (Генічеський район)
Сте́пне —  село в Україні, у Нижньосірогозькій селищній громаді Генічеського району Херсонської області.  
Село тимчасово окуповане російськими військами 24 лютого 2022 року.

## Історія
До сільської ради с. Степне до 2020 року належали такі села:

1. с. Степне (відділок перший)

2. с. Дальнє (відділок другий)

3. с. Заповітне (відділок третій)
Головою сільської ради був Парчук Микола Павлович. 
05 лютого 1965 року Указом Президії Верховної Ради Української РСР передано Степнянську сільраду Горностаївського району до складу Нижньосірогозького району.
Аматорська футбольна команда "Лідер".
12 червня 2020 року, відповідно до розпорядження Кабінету Міністрів України № 726-р «Про визначення адміністративних центрів та затвердження територій територіальних громад Херсонської області», увійшло до складу Нижньосірогозької селищної громади.
19 липня 2020 року, в результаті адміністративно-територіальної реформи та ліквідації  Нижньосірогозького району увійшло до складу Генічеського району.

## Населення
Згідно з переписом УРСР 1989 року чисельність наявного населення села становила 972 особи, з яких 444 чоловіки та 528 жінок.
За переписом населення України 2001 року в селі мешкали 793 особи.

### Мова
Розподіл населення за рідною мовою за даними перепису 2001 року:
| Мова       | Відсоток |
| ---------- | -------- |
| українська | 91,79 %  |
| російська  | 7,45 %   |
| білоруська | 0,13 %   |
| болгарська | 0,13 %   |
| інші       | 0,50 %   |